# Kwas tiocyjanowy
Kwas tiocyjanowy (kwas rodanowodorowy), HSCN – nieorganiczny związek chemiczny z grupy kwasów beztlenowych. W stanie czystym jest bezbarwną, oleistą i niestabilną cieczą. Znany bardziej w postaci soli – rodanków (tiocyjanianów). Dysocjuje na anion tiocyjanianowy (SCN−
) i kation wodorowy. Kwas tiocyjanowy występuje w mieszaninie ze swoim tautomerem, kwasem izotiocyjanowym o wzorze HNCS (którego sole to izotiocyjaniany):